# 労働者運動資料室
労働者運動資料室（ろうどうしゃうんどうしりょうしつ）は、東京都の特定非営利活動法人（NPO法人）。

## 概要
2002年6月に東京都の認証を受けて発足。「労働者の現状及びその運動に関心を持つすべての人々に対して、経済・政治・社会の情報及び労働者の運動に関する資料の提供、そのための調査、研究などの諸事業を行い、それらについての正しい知識の普及に寄与すること」を目的とする。実際には、労農派マルクス主義、社会主義協会関係の歴史や文献の研究・紹介が中心となっている。。
創立時の役員は、小島恒久理事長、佐藤保副理事長、山崎耕一郎副理事長らで、社会主義協会（佐藤協会）役員と重複していた。2012年8月、山崎耕一郎が理事長となる。2017年11月山崎耕一郎逝去後の役員は、佐々木克己理事長、熊谷重勝副理事長、瀬戸宏副理事長（2018年9月選出）。
年数回会報を発行しているほか、公式サイトでは日本社会党・社会主義協会・日本社会主義青年同盟などの歴史的資料を転載している。かつては毎月労農派の歴史研究会を開催し、山川菊栄賞の運営支援団体でもあった。川口武彦の蔵書を基礎に、関係資料を豊富に所蔵していたが、山崎耕一郎逝去後は事務所を閉鎖し隣室を他団体と合同で借り受け、新役員を選出して存続している。所蔵資料は関東近県の篤志家の自宅に移送し、現在は利用できない。

## 関連事項
- 社会主義協会
- 日本社会党
- 日本社会主義青年同盟